# جغرافيا طبيعية
الجغرافيا الطبيعية (بالإنجليزية: Physical geography) أو الفيزيوجغرافيا هو العلم الذي يدرس الظواهر الطبيعية على سطح الأرض من حيث توزيع اليابس والماء والتضاريس وأشكال السطح والغلاف الجوي والغلاف الحيوي مما لم يتدخل فيه الإنسان. يهدف علم الجغرافيا الطبيعية إلى فهم شكل الأرض وتغيراتها المناخية وخصائص غطائها النباتي والحيواني.
تطورت الجغرافيا الطبيعية بشكل كبير عبر التاريخ؛ فبعد ظهورها كعلم مستقل في منتصف وأواخر القرن التاسع عشر، شهدت فترة ضعف في الخمسينيات بسبب التركيز الزائد على الوصف والتصنيف والحتمية البيئية. ومع ذلك، في أواخر الخمسينيات وأوائل الستينيات، خضعت لتحول جذري نحو الكمية. وقد بدأ "نهج جديد" في الستينيات يركز على العمليات الديناميكية لأنظمة الأرض، معتمداً على مبادئ فيزيائية وكيميائية وبيولوجية، ويستخدم التحليل الإحصائي والرياضي. لفهم العالم الطبيعي، يعتمد علماء الجغرافيا الطبيعية على الاستقصاء العلمي والجغرافي، حيث يتميز الاستقصاء الجغرافي بتركيزه على التحليل المكاني والبحث عن الروابط بين الظواهر.
قُسمت الجغرافيا الطبيعية إلى تخصصات فرعية رئيسية تشمل الجيومورفولوجيا (علم شكل الأرض)، وعلم المناخ والأرصاد الجوية، وعلم المياه، والجغرافيا الحيوية، وعلم المحيطات. كما تغطي دراسات الجغرافيا الطبيعية مجموعة واسعة من المواضيع الأساسية مثل نظام شبكة الأرض، والأنهار، والمحيطات، والصحاري، والجيولوجيا الأساسية، ورسم الخرائط.
في السنوات الأخيرة، اتجه الجغرافيون الطبيعيون نحو أفكار الأنظمة الديناميكية غير الخطية والتعقيد لفهم الظواهر، ومع حلول عام 2000، اتجه المجال نحو نظرة أكثر شمولية وزيادة الوعي بالنهج العالمي وقضايا التغير البيئي. هذا يتطلب استخدام الخبرة في النمذجة الرياضية والإحصائية والاستشعار عن بعد، بالإضافة إلى التكنولوجيا الجيومكانية الحديثة مثل أنظمة تحديد المواقع العالمية (GPS) ونظم المعلومات الجغرافية (GIS). يواجه الجغرافيون الطبيعيون اليوم تحدياً كبيراً يتمثل في التعامل بشكل أكبر مع "البصمة البشرية" على الكوكب، مما يستدعي اهتماماً متزايداً بدور البشر في التغير البيئي والتفاعلات المعقدة بين الإنسان وبيئته.

## مجالات الجغرافيا الطبيعية
يمكن تقسيم الجغرافيا الطبيعية إلى عدة فروع أو مجالات ذات صلة، على النحو التالي:
- علم شكل الأرض (الجيومورفولوجيا): وهو العلم الذي يدرس أشكال سطح الأرض ونشأتها وتطورها والعوامل التي أثرت فيها، سواء في الوقت الحاضر أو في الماضي. لعلم سطح الأرض كحقل عدة فروع فرعية تتناول التضاريس المحددة للبيئات المختلفة، على سبيل المثال، علم سطح الأرض الصحراوي وعلم سطح الأرض النهري؛ ومع ذلك، توحد هذه الفروع الفرعية العمليات الأساسية التي تسببها، وهي أساسًا العمليات التكتونية أو المناخية. يسعى علم سطح الأرض إلى فهم تاريخ التضاريس وديناميكياتها، والتنبؤ بالتغيرات المستقبلية من خلال مزيج من الملاحظة الميدانية، والتجارب الفيزيائية، والنمذجة العددية (علم قياس شكل الأرض). تشكل الدراسات المبكرة في علم شكل الأرض الأساس لعلم دراسة التربة، وهو أحد الفرعين الرئيسيين لعلوم التربة.[6][7]
- علم المياه (الهيدرولوجيا): هو العلم الذي يدرس توزيع المياه ومصادرهاوحركتها وجودتها على سطح الأرض. تهتم بشكل أساسي بكميات ونوعية المياه التي تتحرك وتتراكم على سطح الأرض وفي التربة والصخور القريبة من السطح، وتُمثلها دورة الماء. وهكذا، يشمل هذا المجال المياه في الأنهار والبحيرات وطبقة المياه الجوفية وإلى حد ما الأنهار الجليدية، حيث يدرس هذا المجال العمليات والديناميكيات المرتبطة بهذه المسطحات المائية. ارتبط علم المياه تاريخيًا ارتباطًا وثيقًا بالهندسة، وبالتالي طور منهجًا كميًا إلى حد كبير في أبحاثه؛ ومع ذلك، فإن له جانبًا من علوم الأرض يشمل منهج النظم. على غرار معظم مجالات الجغرافيا الطبيعية، توجد له فروع فرعية تفحص المسطحات المائية المحددة أو تفاعلها مع الأغلفة الأخرى، على سبيل المثال، علم المسطحات المائية الداخلية وعلم المياه البيئي [الإنجليزية].[7]
- علم الجليد: هو العلم الذي يدرس توزيع الجليد على سطح الأرض وآثاره عليها. يقسم علم الجليد هذه الظواهر الأخيرة (الطبقات الجليدية) إلى أنهار جليدية قارية، والأولى (الأنهار الجليدية) إلى أنهار جليدية جبلية (ألبية). على الرغم من أن البحث في هذه المجالات يشابه البحث الذي يجري في ديناميكية كل من الطبقات الجليدية والأنهار الجليدية، إلا أن الأول يهتم غالبًا بتفاعل الطبقات الجليدية مع المناخ الحالي، بينما يتعلق الأخير بتأثير الأنهار الجليدية على التضاريس. يضم علم الجليد أيضًا مجموعة واسعة من الفروع الفرعية التي تدرس العوامل والعمليات المتضمنة في الطبقات الجليدية والأنهار الجليدية، مثل علم مياه الثلوج والجيولوجيا الجليدية.[8]
- الجغرافيا الحيوية: هي العلم الذي يهتم بالأنماط الجغرافية لتوزيع الأنواع والعمليات التي تؤدي إلى هذه الأنماط. برزت الجغرافيا الحيوية كمجال للدراسة نتيجة لعمل ألفريد راسل والاس، على الرغم من أن هذا المجال قبل أواخر القرن العشرين كان ينظر إليه إلى حد كبير على أنه تاريخي في توجهه ووصفي في منهجه. كان المحفز الرئيسي للمجال منذ تأسيسه هو التطور، وتكتونية الصفائح، ونظرية الجغرافيا الحيوية للجزر. يمكن تقسيم هذا المجال بشكل كبير إلى خمسة فروع فرعية: الجغرافيا الحيوية للجزر [الإنجليزية]، والجغرافيا الحيوية القديمة، وجغرافيا الأعراق، والجغرافيا الحيوانية، وجغرافيا النبات.[9]
- علم المناخ: هو العلم الذي يدرس حالة الجو من الحرارة والرياح والرطوبة والأمطار لمدة تبدأ من الشهر وقد تصل إلى (33)سنة(دوره مناخية). يدرس علم المناخ طبيعة المناخات الدقيقة (المحلية) والكلية (العالمية) وتأثيرات العوامل الطبيعية والبشرية عليها. ينقسم هذا المجال أيضًا بشكل كبير إلى مناخات المناطق المختلفة ودراسة ظواهر أو فترات زمنية محددة، مثل علم المناخ الخاص بأمطار الأعاصير المدارية وعلم المناخ القديم.[10]
- جغرافيا التربة تتناول توزيع التربة عبر التضاريس. يُعد هذا التخصص، الذي يقع بين الجغرافيا وعلوم التربة، أساسيًا لكل من الجغرافيا الطبيعية وعلم التربة. علم التربة هو دراسة التربة في بيئتها الطبيعية، ويهتم بعملية تكون التربة، وشكلياء التربة، وتصنيف التربة. تدرس جغرافيا التربة التوزيع المكاني للتربة وعلاقته بالتضاريس، والمناخ (الماء، الهواء، درجة الحرارة)، والحياة في التربة (الكائنات الدقيقة، النباتات، الحيوانات)، والمواد المعدنية داخل التربة (الدورات البيوجيوكيميائية).[11]
- علم المحيطات: هو علم متداخل التخصصات، يدرس محيطات وبحار الأرض. يغطي مجموعة واسعة من المواضيع، بما في ذلك الكائنات البحرية وديناميكيات النظام البيئي (علم المحيطات البيولوجي)؛ والتيارات المحيطية، والأمواج، وديناميكيات السوائل الجيوفيزيائية (علم المحيطات الفيزيائي)؛ وتكتونية الصفائح وجيولوجيا قاع البحر (علم المحيطات الجيولوجي)؛ وتدفقات مختلف المواد الكيميائية والخصائص الفيزيائية داخل المحيط وعبر حدوده (علم المحيطات الكيميائي). تعكس هذه المواضيع المتنوعة تخصصات متعددة يمزجها علماء المحيطات لزيادة المعرفة بالمحيط العالمي وفهم العمليات داخله.[12]
- العلم الرباعي: هو علم متعدد التخصصات الذي يعني بدراسة العصر الرباعي في آخر 2.6 مليون سنة. يدرس هذا المجال آخر عصر جليدي والفترة البينية الدافئة الحديثة (العصر الهولوسيني)، ويستخدم أدلة غير مباشرة لإعادة بناء البيئات الماضية خلال هذه الفترة لاستنتاج التغيرات المناخية والبيئية التي حدثت.
- علم بيئة المناظر الطبيعية: هي تخصص فرعي من علم البيئة والجغرافيا يتناول كيف يؤثر التباين المكاني في المناظر الطبيعية على العمليات البيئية مثل توزيع وتدفق الطاقة، والمواد، والأفراد في البيئة (والتي بدورها قد تؤثر على توزيع "عناصر" المناظر الطبيعية نفسها مثل حواجز الشجيرات). تأسس هذا المجال بشكل كبير على يد الجغرافي الألماني كارل ترول. تتعامل بيئة المناظر الطبيعية عادة مع المشكلات في سياق تطبيقي وشمولي. الفرق الرئيسي بين الجغرافيا الحيوية وبيئة المناظر الطبيعية هو أن الأخيرة تهتم بكيفية تغير تدفقات أو طاقة والمواد وتأثيراتها على المناظر الطبيعية، بينما تهتم الأولى بالأنماط المكانية للأنواع والدورات الكيميائية.[13]
- الجغرافيا الساحلية: هي دراسة التفاعل الديناميكي بين المحيط واليابسة، وتتضمن كلاً من الجغرافيا الطبيعية (مثل علم شكل الأرض الساحلية، وعلم طبقات الأرض، وعلم المحيطات) والجغرافيا البشرية للساحل. تشمل فهمًا لعمليات التجوية الساحلية، وخاصة تأثير الأمواج، وحركة الرواسب والتجوية، وكذلك الطرق التي يتفاعل بها البشر مع الساحل. على الرغم من أن الجغرافيا الساحلية جيومورفولوجية في بحثها بشكل أساسي، إلا أنها لا تهتم فقط بالأشكال التضاريسية الساحلية، بل أيضًا بأسباب وتأثيرات تغير مستوى سطح البحر.[14]
- الجغرافيا القديمة: وهو العلم الذي يبحث في التطور الجغرافي للأرض خلال الأزمنة الجيولوجية. يستمد تقريباً كل الدليل على مواقع القارات من علم الجيولوجيا على شكل أحافير أو مغناطيسية قديمة. أدى استخدام هذه البيانات إلى تقديم أدلة على الانجراف القاري وتكتونية الصفائح والقارات العظمى. وهذا بدوره دعم نظريات الجغرافيا القديمة مثل دورة ويلسون.[15]
- علم الجغرافيا الفلكية: وهو علم يدرس الأرض على أنه كوكب من كواكب المجموعة الشمسية.
- علم المعطيات الجغرافية: هو مجال جمع وتخزين ومعالجة وتقديم المعلومات الجغرافية، أو المعلومات ذات المرجعية المكانية. يشمل علم المعطيات الجغرافية علم مسح الأرض (التخصص العلمي الذي يتعامل مع قياس وتمثيل الأرض، وحقل جاذبيتها، والظواهر الجيوديناميكية الأخرى، مثل حركة القشرة الأرضية، والمد والجزر المحيطي، وحركة القطبين)، ورسم الخرائط، وعلم المعلومات الجغرافية، والاستشعار عن بعد (الحصول على معلومات عن جسم أو ظاهرة، على نطاق قصير أو واسع، باستخدام أجهزة تسجيل أو استشعار في الوقت الفعلي لا تكون في اتصال مادي أو مباشر مع الجسم).[16]
- الجغرافيا البيئية (الجغرافيا المتكاملة): هي فرع من فروع الجغرافيا يحلل الجوانب المكانية للتفاعلات بين البشر والعالم الطبيعي. يسد هذا الفرع الفجوة بين الجغرافيا البشرية والجغرافيا الطبيعية، وبالتالي يتطلب فهمًا لديناميكيات الجيولوجيا، وعلم الأرصاد الجوية، وعلم المياه، والجغرافيا الحيوية، وعلم شكل الأرض، بالإضافة إلى الطرق التي تُصوِّر بها المجتمعات البشرية البيئة. على الرغم من أن هذا الفرع كان في السابق أكثر وضوحًا في البحث مما هو عليه الآن بنظريات مثل الحتمية البيئية التي تربط المجتمع بالبيئة، فقد أصبح إلى حد كبير مجال دراسة الإدارة البيئية أو التأثيرات البشرية المنشأ.[17]

## المجلات والمؤلفات
تُساهم مجلات الجغرافيا الطبيعية وعلوم الأرض في توصيل وتوثيق نتائج الأبحاث التي تُجرى في الجامعات ومختلف مؤسسات البحث الأخرى. تغطي معظم المجلات مجالًا محددًا وتنشر الأبحاث ضمن هذا المجال، ومع ذلك، على عكس الجغرافيين البشريين، يميل الجغرافيون الطبيعيون إلى النشر في المجلات متعددة التخصصات بدلاً من مجلات الجغرافيا بشكل رئيسي؛ يُعبر عن البحث عادة في شكل ورقة علمية. بالإضافة إلى ذلك، تُساهم الكتب المدرسية، والكتب، والمجلات المتخصصة في الجغرافيا في توصيل الأبحاث إلى عامة الناس، على الرغم من أن هذه الأخيرة تميل إلى التركيز على القضايا البيئية أو المعضلات الثقافية. من أمثلة المجلات التي تنشر مقالات من قبل الجغرافيين الطبيعيين:
- ذا بروفيشنال جيوغرافر
- جورنال أوف مابز
- إيرث سيرفيس بروسيسيز آند لاندفورمز
- ناتشورال هازاردز آند إيرث سيستم ساينسز
- نيتشر

## التطور التاريخي للتخصص
منذ ولادة الجغرافيا كعلم خلال الفترة الكلاسيكية اليونانية وحتى أواخر القرن التاسع عشر مع ولادة الأنثروبوجغرافيا (الجغرافيا البشرية)، كانت الجغرافيا علمًا طبيعيًا حصريًا تقريبًا: دراسة الموقع ومرجعًا وصفيًا لجميع أماكن العالم المعروف. يمكن الاستشهاد بالعديد من الأعمال المعروفة خلال هذه الفترة الطويلة كمثال، من إسطرابون (الجغرافيا)، أو إراتوستينس (جيوغرافيكا)، أو ديونيسيوس بيرييجيتيس (بيرييجيسيس أويكوميني) في العصور القديمة. في العصور الحديثة، تشمل هذه الأعمال كتاب ألكسندر فون هومبولت (كوزموس) في القرن التاسع عشر، الذي اعتبر الجغرافيا علمًا فيزيائيًا وطبيعيًا، وكذلك عمل "خلاصة الجغرافيا" (سوما دي جيوغرافيا) لمارتين فرنانديز دي إنسيسكومن أوائل القرن السادس عشر، والذي أشار لأول مرة إلى العالم الجديد. خلال القرنين الثامن عشر والتاسع عشر، أثر جدل مستورد من علم الجيولوجيا، بين مؤيدي جيمس هوتون (نظرية الوتيرة الواحدة أو الانتظامية) وجورج كوفييه (نظرية الكارثة)، بشكل كبير على مجال الجغرافيا، لأن الجغرافيا في ذلك الوقت كانت علمًا طبيعيًا.
كان لحدثين تاريخيين خلال القرن التاسع عشر تأثير كبير على التطور الإضافي للجغرافيا الطبيعية. الأول كان التوسع الاستعماري الأوروبي في آسيا، وأفريقيا، وأستراليا، وحتى أمريكا بحثًا عن المواد الخام التي تتطلبها الصناعات خلال الثورة الصناعية. وقد عزز هذا إنشاء أقسام الجغرافيا في جامعات القوى الاستعمارية وولادة وتطور الجمعيات الجغرافية الوطنية، مما أدى إلى نشوء العملية التي حددها هوراسيو كابيل على أنها إضفاء الطابع المؤسسي على الجغرافيا.
يُعد استكشاف سيبيريا مثالاً على ذلك. في منتصف القرن الثامن عشر، أُرسل العديد من الجغرافيين لإجراء مسوحات جغرافية في منطقة سيبيريا القطبية الشمالية. من بينهم من يُعتبر بطريرك الجغرافيا الروسية، ميخائيل لومونوسوف. في منتصف خمسينيات القرن الثامن عشر، بدأ لومونوسوف العمل في قسم الجغرافيا، بأكاديمية العلوم لإجراء أبحاث في سيبيريا. أظهروا الأصل العضوي للتربة وطوروا قانونًا شاملاً لحركة الجليد، وبالتالي أسسوا فرعًا جديدًا للجغرافيا: علم الجليد. في عام 1755، وبمبادرة منه، تأسست جامعة موسكو حيث روج لدراسة الجغرافيا وتدريب الجغرافيين. في عام 1758، عُين مديرًا لقسم الجغرافيا، بأكاديمية العلوم، وهو منصب طور منه منهجية عمل للمسح الجغرافي مسترشدة بأهم البعثات الطويلة والدراسات الجغرافية في روسيا.
أصبحت مساهمات المدرسة الروسية أكثر تواترًا من خلال تلاميذه، وفي القرن التاسع عشر لدينا جغرافيون عظماء مثل فاسيلي دوكوتشاييف الذي أنجز أعمالاً ذات أهمية كبيرة مثل "مبدأ التحليل الشامل للإقليم" و"التربة السوداء الروسية". في الأخير، قدم المفهوم الجغرافي للتربة، كشيء مميز عن الطبقة الجيولوجية البسيطة، وهكذا وجد مجالًا جغرافيًا جديدًا للدراسة: علم التربة. كما تلقى علم المناخ دفعة قوية من المدرسة الروسية بفضل فلاديمير كوبن الذي لا تزال مساهمته الرئيسية، تصنيف المناخات، صالحة حتى اليوم. ومع ذلك، ساهم هذا الجغرافي العظيم أيضًا في الجغرافيا القديمة من خلال عمله "مناخات الماضي الجيولوجي" الذي يُعتبر أب علم المناخ القديم. من الجغرافيين الروس الذين قدموا مساهمات كبيرة للتخصص في هذه الفترة: إن. إم. سيبيرتسيف، بيوتر سيميونوف، ك. د. غلينكا، نيسترايف، وغيرهم.
كانت العملية المهمة الثانية هي نظرية التطور لداروين في منتصف القرن (التي أثرت بشكل حاسم على عمل فريدريك راتزل، الذي كان لديه تدريب أكاديمي كعالم حيوان وكان من أتباع أفكار داروين) والتي عنت دفعة مهمة في تطوير الجغرافيا الحيوية.
حدث آخر مهم في أواخر القرن التاسع عشر وأوائل القرن العشرين في الولايات المتحدة. لم يقدم ويليام ديفيس مساهمات مهمة في ترسيخ التخصص في بلده فحسب، بل أحدث ثورة في المجال بتطوير نظرية دورة التعرية التي اقترحها كنموذج للجغرافيا بشكل عام، على الرغم من أنها في الواقع كانت بمثابة نموذج للجغرافيا الطبيعية. أوضحت نظريته أن الجبال والأشكال التضاريسية الأخرى تتشكل بفعل عوامل تتجلى بشكل دوري. وأوضح أن الدورة تبدأ بارتفاع التضاريس بفعل العمليات الجيولوجية (الصدوع، والبراكين، والارتفاعات التكتونية، وما إلى ذلك). تبدأ عوامل مثل الأنهار والجريان السطحي في تشكيل أودية على شكل حرف V بين الجبال (المرحلة المسماة "الشباب"). خلال هذه المرحلة الأولى، تكون التضاريس أكثر انحدارًا وغير منتظمة. مع مرور الوقت، يمكن للتيارات أن تحفر أودية أوسع ("النضج") ثم تبدأ في التعرج، تاركة تلالًا شامخة فقط ("الشيخوخة"). أخيرًا، يصل كل شيء إلى ما هو سهل مسطح عند أدنى ارتفاع ممكن (يسمى "خط الأساس"). هذا السهل أطلق عليه ديفيس اسم "شبه سهل". ثم يحدث تجديد للأنهار ويرتفع الجبل مرة أخرى وتستمر الدورة.
على الرغم من أن نظرية ديفيس ليست دقيقة تمامًا، إلا أنها كانت ثورية وفريدة من نوعها في وقتها وساعدت في تحديث وإنشاء فرع فرعي من الجغرافيا هو علم شكل الأرض. أدت تداعياتها إلى عدد لا يحصى من الأبحاث في فروع مختلفة من الجغرافيا الطبيعية. في حالة الجغرافيا القديمة، وفرت هذه النظرية نموذجًا لفهم تطور المناظر الطبيعية. بالنسبة لعلم المياه وعلم الجليد وعلم المناخ كدفعة للتحقيق في دراسة العوامل الجغرافية التي تشكل المناظر الطبيعية وتؤثر على الدورة. أدى الجزء الأكبر من عمل ويليام موريس ديفيس إلى تطوير فرع جديد من الجغرافيا الطبيعية: علم شكل الأرض التي لم تكن محتوياتها حتى ذلك الحين تختلف عن بقية الجغرافيا. بعد فترة وجيزة، سيشهد هذا الفرع تطورًا كبيرًا. قدم بعض تلاميذه مساهمات كبيرة في فروع مختلفة من الجغرافيا الطبيعية مثل كيرتس ماربوت وإرثه الثمين في علم التربة، ومارك جيفرسون، وآيسايا بومان، وغيرهم.